# Жаир Болсонаро
Жаир Месиас Болсонаро (на португалски: Jair Messias Bolsonaro) е бразилски политик и бивш офицер, бивш президент на Бразилия. Той е член на Камарата на депутатите, представляващ щата Рио де Жанейро от 1991 г. Член на Социаллибералната партия. Болсонаро встъпва в длъжност като 38-и президент на 1 януари 2019 г.
Роден в Глисерио, Сао Пауло, Болсонаро завършва Военната академия „Агулнас Неграс“ през 1977 г. и служи в полевите артилерийски и парашутни групи на бразилската армия. Той става известен на обществеността през 1986 г., когато написва статия за списание Veja, критикуваща ниските заплати на военните, след което е арестуван в продължение на 15 дни, въпреки че получава писма за подкрепа от колеги в армията. Оправдан 2 години по-късно.
Болсонаро се присъединява към резервистите през 1988 г. с чин капитан и се кандидатира за общинския съвет в Рио де Жанейро същата година, като е избран за член на Християн-демократическата партия. През 1990 г. е избран в долната камара на Конгреса и впоследствие е преизбиран 6 пъти. По време на 27-годишния си мандат като конгресмен, Болсонаро става известен със силната си подкрепа за националния консерватизъм. Той е опонент на левичарските политики, включително еднополовите бракове, абортите, легализацията на наркотиците и секуларизма. Във външната политика, той се застъпва за по-близки отношения със Съединените щати и Израел. По време на президентската кампания през 2018 г., той започва да се застъпва за икономически либерализъм и про-пазарни политики. Поляризиращ и противоречив политик, неговите възгледи и коментари, които са описвани като крайнодесни и консервативни по природа, извличат както хвала, така и критика в Бразилия.
Болсонаро обявява предварителната си кандидатура за президент през март 2016 г. като член на Социалхристиянската партия. Той обаче напуска партията през 2018 г. и се присъединява към Социаллибералната партия, която стартира президентската си кампания през август 2018 г. с пенсионирания генерал Хамилтон Мурао като негов вицепрезидент. Той се представя като поддръжник на семейните ценности. Болсонаро е на първо място в първия тур на общите избори на 7 октомври 2018 г., като кандидатът на Партията на работниците – Фернандо Хадад е на второ място. Двамата кандидати отново се изправят един срещу друг на 28 октомври 2018 г., когато Жаир Болсонаро печели с 55% от гласовете.

## Биография

### Ранен живот
Болсонаро е роден на 21 март 1955 г. в Глисерио, Сао Пауло. Той е от италиански и немски произход. От страната на баща си е правнук на италианци от Венето и Калабрия. Семейството на дядо му е от Венето, по-точно от град Ангуилара Венета, в провинция Падуа. Неговият прадядо, Виторио Болзонаро (фамилията е първоначално написана със З), е роден на 12 април 1878 г. Родителите на Виторио емигрират в Бразилия, когато е на 10, заедно със своята сестра Джована и неговия малък брат Транкил. Неговите баби и дядо се раждат в италианския град Лука, Тоскана и имигрират в Бразилия през 1890 г.

### Военна кариера
В последната си година в гимназията, Болсонаро е приет в подготвителната школа на бразилската армия и след това е изпратен във военната академия, завършвайки през 1977 г. За кратко служи в парашутистките части на армията. Неговите висши офицери го описват като „амбициозен и агресивен“.
Първото му публично появяване е през 1986 г., когато дава интервю за списание Veja. Болсонаро се оплаква от ниските заплати в армията и твърди, че Върховното командване съкращава служители, поради бюджетни намаления. Въпреки че е порицан от началниците си, Болсонаро получава похвала от колегите си офицери и техни съпруги, става име за много десничари, които се разочароват от новото цивилно демократично правителство на Бразилия. Болсонаро служи в армията 17 години, достигайки ранга на капитан.

### Политическа кариера
През 1988 г. той влиза в политиката, като общински съветник в Рио де Жанейро от Християн-демократическата партия. На изборите през 1990 г. е избран за федерален конгресмен от същата партия. Преизбиран е четири последователни пъти. През годините е свързан с няколко други бразилски политически партии. През 2014 г. е конгресменът, който печели най-много гласове в Рио де Жанейро с 464 000 гласа.
По време на 26-те си години на служба в Бразилския национален конгрес, Болсонаро представя най-малко 171 законопроекта и едно конституционно изменение, като само два от тях са приети. Според Болсонаро, който твърди, че е преследван от леви партии, повечето конгресмени не гласуват според дневния ред, а „според кой е авторът на законопроекта“.
През януари 2018 г. Болсонаро напуска Социалхристиянската партия и преминава в Социаллибералната партия (ПСЛ). След приемането на Болсонаро, партията приема консервативни и десни позиции.

### Президентски избори през 2018 г.
На 22 юли 2018 г. Болсонаро е официално номиниран от Социаллибералната партия за кандидат президент за изборите през 2018 г. Той е също подкрепен от Партия за обновяване на труда. Коалиционното име е „Бог преди всичко“ (Deus acima de todos). Въпреки че има две дела срещу него, Върховният избирателен съд на Бразилия ги отлага и кандидатурата му става официална на 6 август.
Болсаноро обявява през август, че Хамилтон Мурао, пенсиониран генерал, ще бъде неговият вицепрезидент за предстоящите избори.
Според политици, в началото на кампанията, Болсонаро умее да прихване тона си, като приема по-малко агресивен и конфронтационен стил. От икономическа гледна точка той започва да подкрепя идеята за по-малка намеса на правителството в икономиката (за разлика от това, което посочва в миналото, когато защитава политиките за развитие). От друга страна, той поддържа твърдата си позиция по отношение на престъпността и защитата на „традиционните семейни ценности“. Болсонаро също така заявява, че планира да намали данъците, особено върху наследствата и бизнеса, за да генерира растеж и да се справи с безработицата. Той също така обещава повече мерки за строги икономии и съкращения в държавните разходи, но не е ясен, като не посочва областите, където ще направи тези съкращения. Той също така споменава, че ще работи, за да намали размера и бюрокрацията на федералното правителство. През октомври, Болсонаро обявява, че ще назначи либералния икономист Пауло Гедеш като финансов министър.
На 9 август 2018 г. той присъства на първия президентски дебат за годината, организиран от телевизионната мрежа Rede Bandeirantes. Седмица по-късно има още един дебат в RedeTV!. На 28 август той дава интервю за Jornal Nacional.
Болсонаро е първият кандидат за президентството, който успява да вдигне над 1 милион риала от дарения от обществеността по време на кампанията за 2018 г. През първите 59 дни той събира средно 17 000 на ден от дарения.
След като кандидатът на работническата партия Луиш Инасио Лула да Силва е арестуван през април 2018 г., Болсонаро става водещ кандидат, според всички главни проучвания на общественото мнение, за президентските избори през тази година. Проучване на Datafolha от септември например показва Болсонаро като водещ кандидат в първия тур с 28% имащи намерение да гласуват. По-скорошно проучване от Datafolha, проведено през седмицата, показва значително увеличение за Болсонаро, който има 40%, или 36%, когато са включени невалидни или празни гласове. Фернандо Хадад се класира на второ място с 25%, а Чиро Гомеш на трето място с 15%.
Първият тур на изборите се състои на 7 октомври 2018 г., като Болсонаро е на първо място с 46% от гласовете (или 49,2 млн. души). Тъй като не успява да спечели общо 50% от валидните гласове, необходими за да спечели направо, той се изправя на балотаж пред втория Фернандо Хадад от Работническата партия във втория тур, който се провежда на 28 октомври 2018 г.
Тогава Болсонаро спечелва изборите с 55,13% от гласовете, и е избран за 38-и президент на Бразилия. Той ще встъпи в длъжност на 1 януари 2019 г.

### Нападение на предизборен митинг
Болсонаро е намушкан в стомаха на 6 септември 2018 г., докато е на митинг и разговаря със съмишленици в град Жуиз ди Фора. Първоначално синът му Флавио заявява, че раните на баща му са само повърхностни и той се възстановява в болницата. Но по-късно заявява, че раните изглеждат по-лоши, отколкото първоначално се смята, а баща му най-вероятно няма да може да започне кампанията лично преди края на първия тур. Той пише за състоянието на баща си, обяснявайки, че пробождането достига части от черния дроб, белия дроб и червата. Той също така заявява, че Болсонаро е загубил голямо количество кръв, пристигайки в болницата с тежка хипотония (кръвно налягане е 10/3, еквивалентно на 100/30 mmHg), но след това се е стабилизирал. Атаката е осъдена от повечето кандидати в президентската надпревара от двете страни на политическия спектър и от бразилския президент Мишел Темер. В деня след нападението, Болсонаро е прехвърлен в израелската болница „Алберт Айнщайн“ в Сао Пауло по искане на семейството му. Според лекарите той е бил в „изключително стабилно“ състояние.
Полицията арестува и идентифицира нападателя като Аделио Биспо де Оливейра, който според агенти по сигурността твърди, че е бил „на мисия от Бога“. Той е бивш член на Партия на социализма и свободата между 2007 и 2014 г. Нейните социални мрежи включват политически критики както срещу Болсонаро, така и срещу Темер.
На 29 септември, месец след атаката, Болсонаро е изписан от болницата и се връща в дома си в Рио де Жанейро. Състоянието му обаче го възпрепятства да се върне към кампанията до първия тур на президентските избори. Когато напуска болницата, хиляди хора излизат по улиците в десетки градове в Бразилия, за да протестират срещу Болсонаро и политическите му позиции, пеейки „Ele não“ („Не и той!“). Има и митинги в подкрепа на кандидата в 16 щата.

## Резултати от избори

### Президент
| 2018 | Жаир Болсонаро | 49 276 990 | 46.0 | #1 | Балотаж | 57 797 801 | 55.13 | #1     | Победа    |           |           |           |           |           |           |           |           |           |
| 2022 | Жаир Болсонаро |            |      | #2 |         |            |       | Загуба | Източник: | Източник: | Източник: | Източник: | Източник: | Източник: | Източник: | Източник: | Източник: | Източник: |